# Kat Moon
Kathleen "Kat" Moon är en fiktiv karaktär från BBC:s såpopera EastEnders, spelad av Jessie Wallace. Kat medverkade i serien från september 2000 till november 2004, maj till december 2005 och från den 17 september 2010 och framåt. Kat är dotter till Charlie och Viv Slater. 